# Mary Lou Retton
Mary Lou Retton (n. 24 ianuarie 1968, Fairmont⁠(d), Virginia de Vest, SUA) este o gimnastă artistică americană, medaliată olimpică. A participat la o ediție a Jocurilor Olimpice (1984) în care a câștigat o medalie de aur, două medalii de argint și două medalii de bronz.